# Ollita del Pino
Ollita del Pino är en ort i Mexiko.   Den ligger i kommunen Xilitla och delstaten San Luis Potosí, i den centrala delen av landet, 220 km norr om huvudstaden Mexico City. Ollita del Pino ligger 1 368 meter över havet och antalet invånare är 341.
Terrängen runt Ollita del Pino är bergig österut, men västerut är den kuperad. Terrängen runt Ollita del Pino sluttar brant österut. Runt Ollita del Pino är det ganska tätbefolkat, med 90 invånare per kvadratkilometer. Närmaste större samhälle är Xilitla, 7,8 km öster om Ollita del Pino. I omgivningarna runt Ollita del Pino växer i huvudsak blandskog.